# Münchringen
Münchringen är en ort i kommunen Jegenstorf i kantonen Bern, Schweiz. 
Münchringen var tidigare en självständig kommun, men den 1 januari 2014 blev den en del av kommunen Jegenstorf.